# 前田公園
前田公園（まえだこうえん）は札幌市手稲区前田にある公園。

## 施設
- パーゴラ
- 藤棚
- 芝生広場
- 遊戯広場
  - コンビネーション遊具
  - 噴水
- 多目的広場
- ゲートボール場
- 野球場
- スキー山
- サイロ
- 東宮駐輦記碑
  - 前田公園とその周辺はかつて大規模な農場（前田農場）であり、1911年（明治44年）に当時の東宮（後の大正天皇）が農場を視察した記念に建てられた石碑。もとは別の場所（現在のJR手稲駅付近）に建てられたが、2013年（平成25年）に公園内へ移設された。

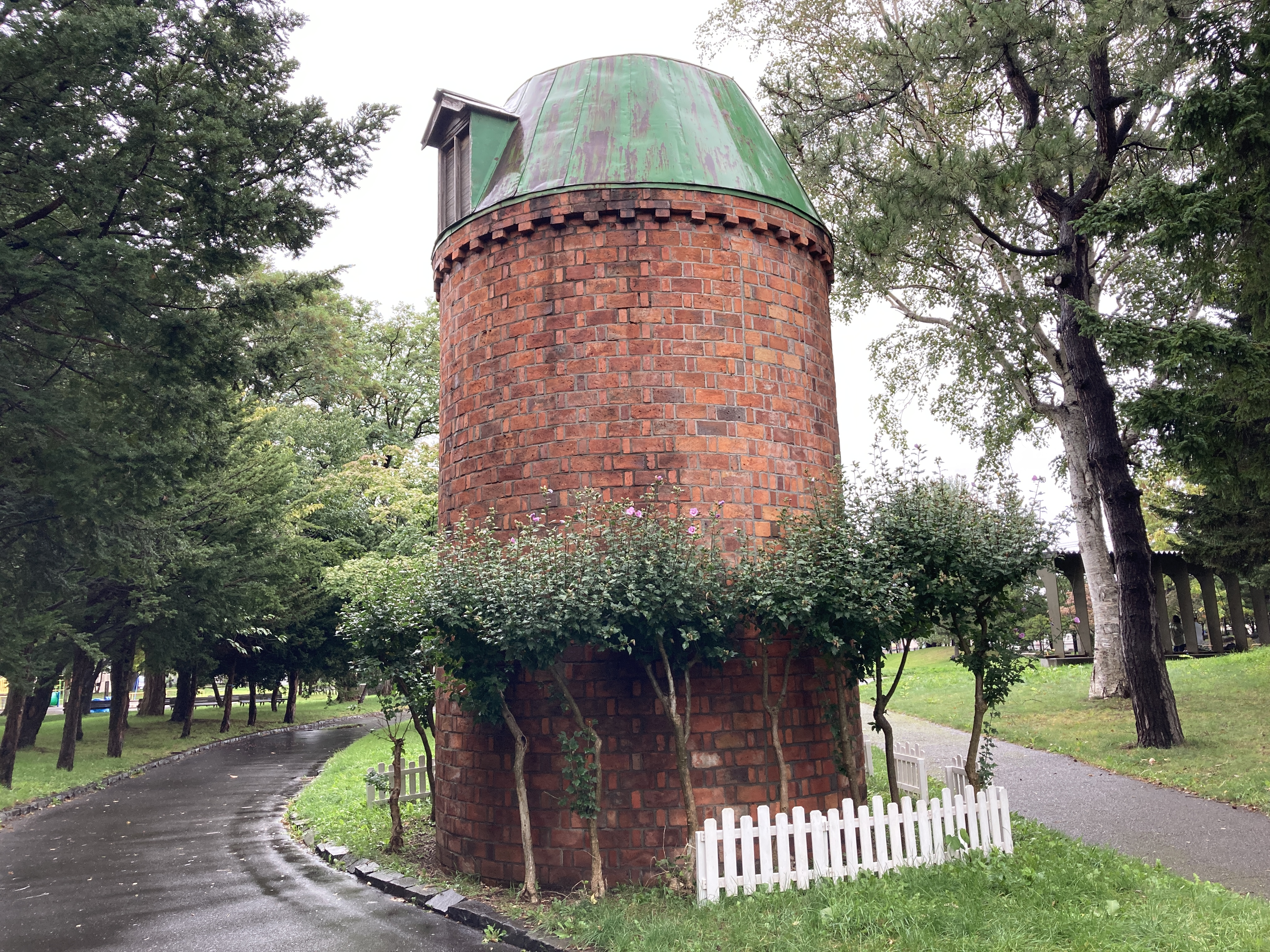
サイロ（2022年9月）
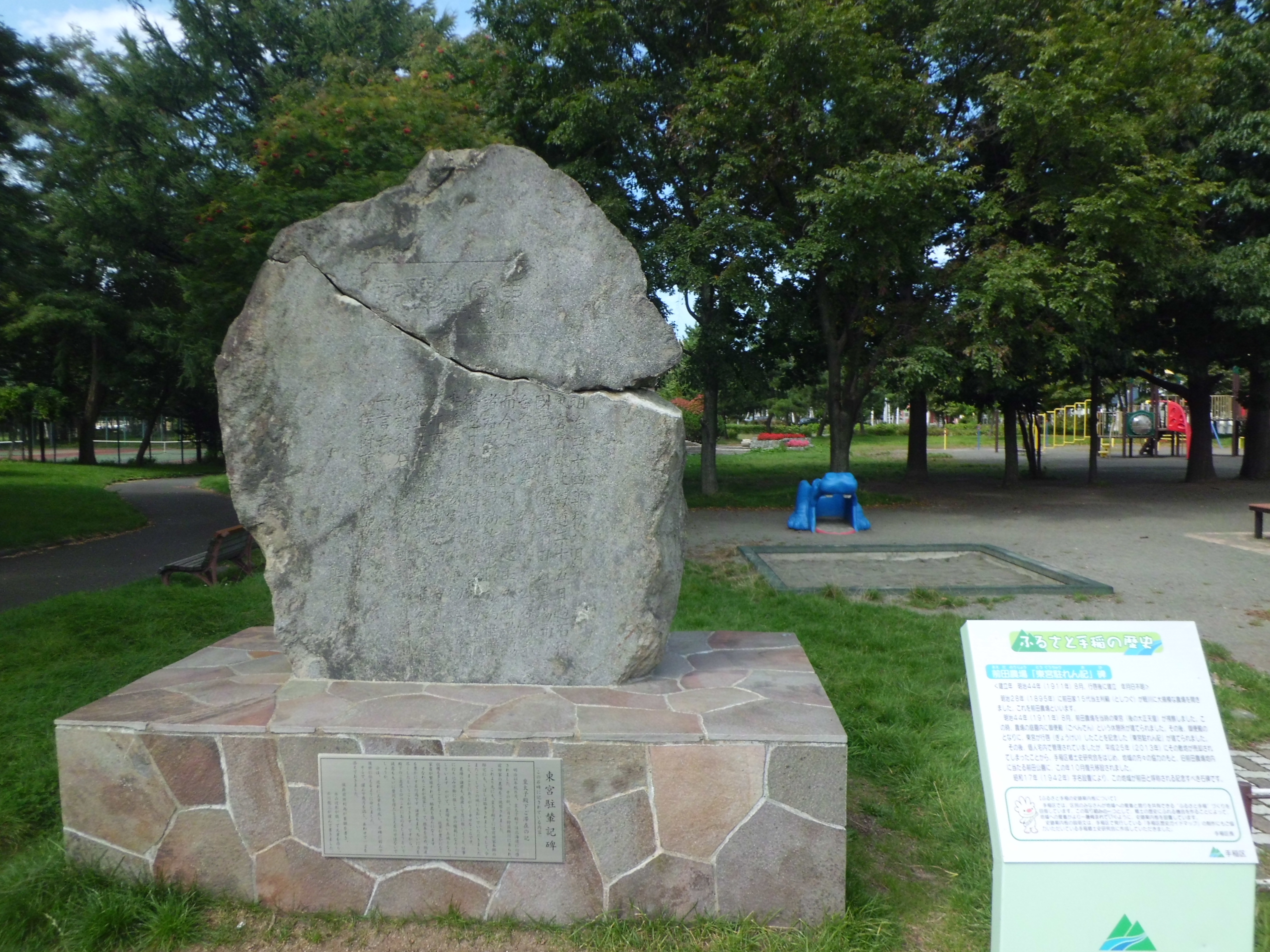
東宮駐輦記碑（2015年9月）